# Atikameg Lake
Atikameg Lake est un « UNP-lieu non organisé » dans la Région du Nord , province du Manitoba au Canada.

## Situation
Au sud-est du Clearwater Lake, le point central étant sur la ligne du Chemin de fer de la Baie d'Hudson, dans la Division No 21, Nord-Est, Région du Nord. Au nord d'Orok.